# 占冠中継局
占冠中継局（しむかっぷちゅうけいきょく）は、北海道勇払郡占冠村占冠にある中継局である。

## 放送設備

### デジタルテレビ放送
| リモコン キーID | 放送局名             | チャンネル 番号 | 空中線 電力 | ERP  | 偏波面   | 放送対象地域                         | 放送区域 内世帯数 | 運用開始日      |
| --------------- | -------------------- | --------------- | ----------- | ---- | -------- | ------------------------------------ | ----------------- | --------------- |
| 1               | HBC 北海道放送       | 22              | 1W          | 6.6W | 水平偏波 | 北海道                               | 約600世帯         | 2010年 12月10日 |
| 2               | NHK 旭川教育         | 24              | 1W          | 5.9W | 水平偏波 | 全国                                 | 約600世帯         | 2010年 12月10日 |
| 3               | NHK 旭川総合         | 26              | 1W          | 5.9W | 水平偏波 | 道北圏 （上川・留萌・ 宗谷・北空知） | 約600世帯         | 2010年 12月10日 |
| 5               | STV 札幌テレビ放送   | 20              | 1W          | 6.5W | 水平偏波 | 北海道                               | 約600世帯         | 2010年 12月10日 |
| 6               | HTB 北海道テレビ放送 | 18              | 1W          | 6.5W | 水平偏波 | 北海道                               | 約600世帯         | 2010年 12月10日 |
| 7               | TVh テレビ北海道     | 34              | 1W          | 6.9W | 水平偏波 | 北海道                               | 約600世帯         | 2012年 12月27日 |
| 8               | UHB 北海道文化放送   | 16              | 1W          | 6.5W | 水平偏波 | 北海道                               | 約600世帯         | 2010年 12月10日 |

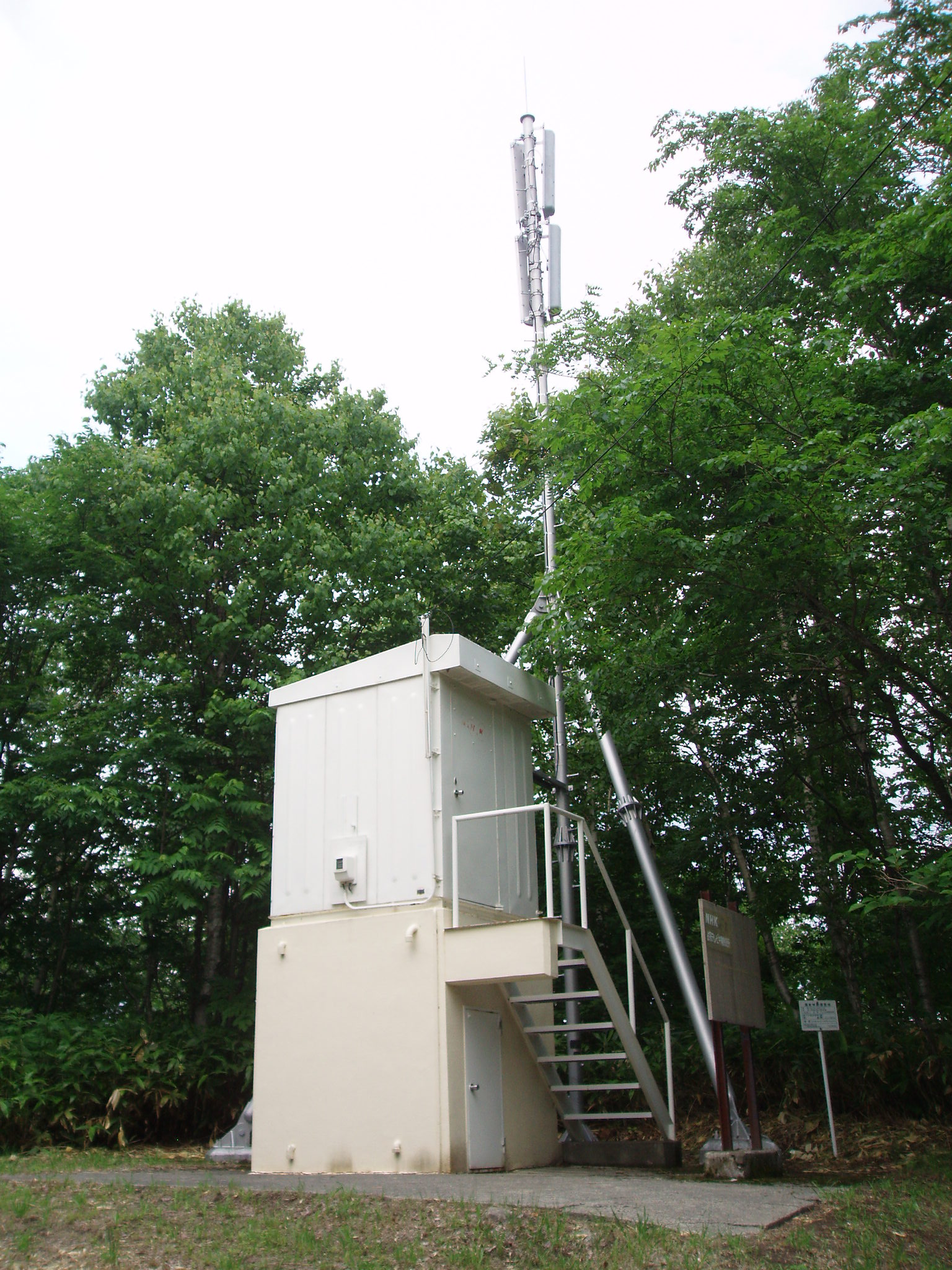
占冠中継局
（NHK旭川放送局・アナログ）

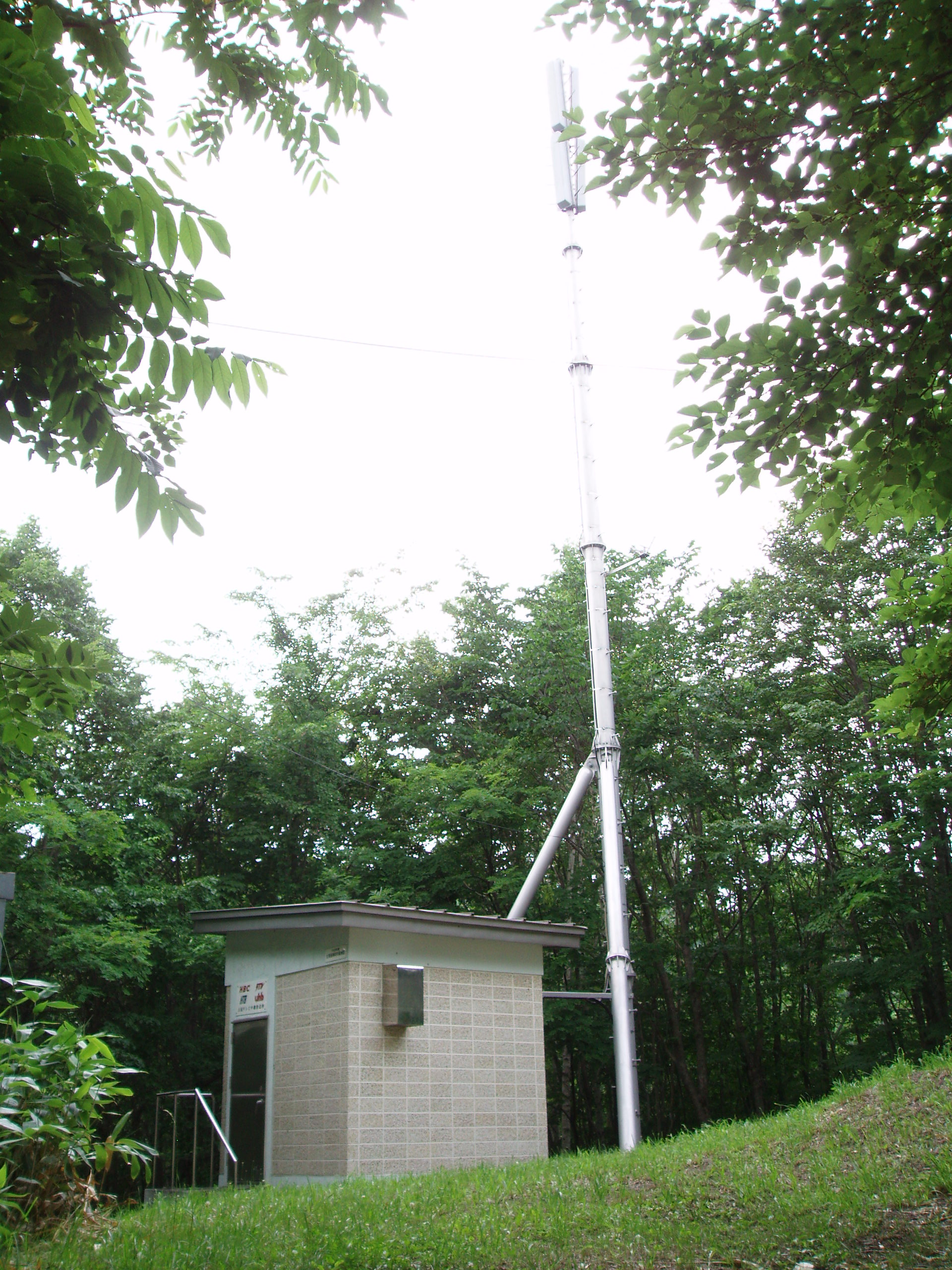
占冠中継局（民放）
デジタル放送はNHKも民放中継局に隣接して別途新設（局舎のみ）

- 民放のデジタル中継局は当初、自力建設困難とされていた。
- TVhのデジタル中継局開設は当初、富良野市にある富良野東山中継局と当中継局の受信元になっている空知郡南富良野町の空知金山中継局が該当する市町村の支援によって開局するのを待って行う予定だったが、2012年6月定例議会において中継局開局に伴う補正予算・3021万4千円をつけたため、年内の開局を予定している[2][3][4][5]。2012年11月12日に予備免許が交付され、チャンネルはUHBアナログ放送で使われていた34chに決まり[1]、試験放送は11月15日に開始された。これにより上川管内南部ではすべての地域でTVhの視聴が可能となった。

### 地上アナログテレビジョン放送送信設備
| チャンネル 番号 | 放送局名             | 空中線 電力       | ERP          | 偏波面       | 放送対象地域                         | 放送区域 内世帯数 | 運用開始日      |
| --------------- | -------------------- | ----------------- | ------------ | ------------ | ------------------------------------ | ----------------- | --------------- |
| 34              | UHB 北海道文化放送   | 映像10W/ 音声2.5W | -            | 水平偏波     | 北海道                               | 297世帯           | 1984年 11月8日  |
| 36              | HTB 北海道テレビ放送 | 映像10W/ 音声2.5W | -            | 水平偏波     | 北海道                               | 297世帯           | 1984年 11月8日  |
| 38              | STV 札幌テレビ放送   | 映像10W/ 音声2.5W | -            | 水平偏波     | 北海道                               | 297世帯           | 1977年 12月1日  |
| 40              | HBC 北海道放送       | 映像10W/ 音声2.5W | -            | 水平偏波     | 北海道                               | 297世帯           | 1977年 12月1日  |
| 42              | NHK 旭川総合         | 映像10W/ 音声2.5W | -            | 水平偏波     | 道北圏 （上川・留萌・ 宗谷・北空知） | 297世帯           | 1969年 10月20日 |
| 44              | NHK 旭川教育         | 映像10W/ 音声2.5W | -            | 水平偏波     | 全国                                 | 297世帯           | 1969年 10月20日 |
| （割当なし）    | TVh テレビ北海道     | （開局せず）      | （開局せず） | （開局せず） | （開局せず）                         | （開局せず）      | （開局せず）    |

- 2011年7月24日をもってすべて廃止された。
- NHKアナログテレビ放送開始日は1969年10月20日で、開局時はNHK総合9ch、NHK教育11chで送信されていた[7]。1986年12月2日にUHFへ切換[6]。

## 放送エリア
- 占冠村全域。